# Windpark IJmuiden Ver
Windpark IJmuiden Ver is een gepland offshore windpark in de Noordzee, 62 kilometer ten westen van de kust van Noord-Holland. Het windmolenpark bestaat uit 4 kavels, Alpha, Beta en Gamma A en Gamma B, en beslaat een gebied van ongeveer 650 km2. In deze kavels tezamen komt voor 6000 MW aan windturbines te staan.

## Aansluiting op stroomnet
De aansluiting van IJmuiden Ver op het hoogspanningsnet wordt verzorgd door netbeheerder TenneT, als onderdeel van het programma Net op zee. De elektriciteit van de kavels wordt door middel van drie verbindingen aan land gebracht, waarbij de windparken een aansluiting krijgen op een platform in het gebied, van waaruit de stroom naar het vasteland wordt getransporteerd. De platformen in zee verzamelen de elektriciteit en zetten deze om in gelijkstroom, aan land wordt de stroom via een transformatorstation weer omgezet in wisselstroom, dit om het verlies van stroom tijdens het transport te beperken.

## Vergunningen
Marktpartijen konden van 29 februari 2024 tot en met 28 maart 2024 een vergunningsaanvraag indienden bij de Rijksdienst voor Ondernemend Nederland (RVO)  voor IJmuiden Ver Alpha en Beta. Rob Jetten, toenmalig minister voor Klimaat en Energie, maakte de uitslag van de tenders op 11 juni 2024  bekend.
IJmuiden Ver Alpha wordt ontwikkeld door Noordzeker, een samenwerkingsverband tussen ABP, APG en SSE Renewables. Naast het ontwikkelen van de kavel van het windmolenpark, ligt de focus ook op herstel en versterking van de natuur op de Noordzee.
IJmuiden Ver Beta werd toegekend aan Zeevonk II, een samenwerking tussen Vattenfall en Copenhagen Infrastructure Partners. Bij de ontwikkeling van dit kavel wordt rekening gehouden met de problematiek van het voorkomen van overbelasting van het stroomnet. Zeevonk II gaat een waterstoffabriek bouwen op de Maasvlakte, waardoor de opgewekte elektriciteit omgezet wordt in groene waterstof.
In september 2024 werd de kavel IJmuiden Ver Gamma opgesplitst in de kavels Gamma A en Gamma B. De RVO maakte deze beslissing om de financiële risico’s kleiner te maken voor ontwikkelaars.
De tenderregeling voor IJmuiden Ver Gamma gaat van start in het derde kwartaal van 2025.